# 边缘城市

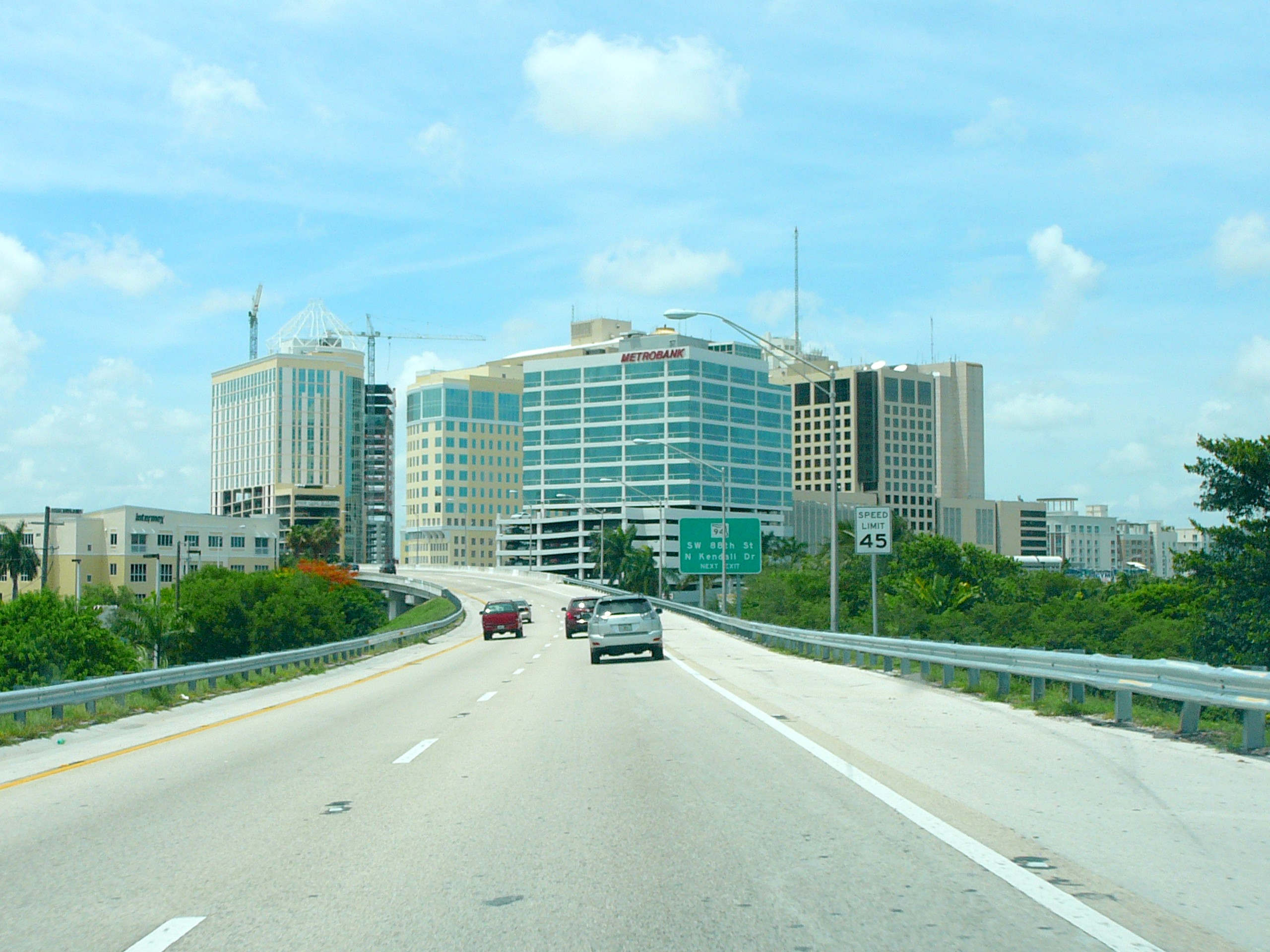
达德兰有时被称为“肯德尔（Kendall）市中心”，尽管肯德尔是非建制地區迈阿密-戴德县的一部分。一个特殊的分区允许发展高层建筑，其中主要是独户住宅。

边缘城市（英語：edge city）是指随着消费需求和就业机会迁离传统的核心城市，而在大城市的边缘地区形成之新的且相对独立的人口经济集聚区。最初，这一概念是《华盛顿邮报》记者约耳·加罗（Joel Garreau）于1991年出版的著作《边缘城市：新边界上的生活》（Edge City: Life on the New Frontier）中所提出的，用于形容美国自第二次世界大战以后郊区化后期的成熟形态，被认为代表了1980年代美国城市郊区开发的新趋势。

## 定义
1991年，加罗用以下5条规则定义了边缘城市：
- 拥有500万平方英尺（465,000平方米）以上的可租赁办公空间。
- 拥有600,000平方英尺（56,000平方米）或更多的可租赁零售空间。
- 當地工作機會數量高於臥室數量。
- 作为一个地方被人们感知。
- 最近30年前完全不像一座“城市”。当时它只有卧室，如果它不是牧场的话。[2]:7

## 特点
边缘城市概念的提出者约耳·加罗在《边缘城市》一书中将美国的边缘城市归纳出以下特点：边缘城市地区不存在高密度的高层建筑群，区域内的建筑是以低层建筑的形态分散在广阔的地域范围内。停车设施完备的现代化写字楼分散于良好的生态环境之中，各建筑之间的通勤方式为步行或小巴士。边缘城市地区配备机场或高速公路，飞机和小汽车作为主要对外交通手段。边缘城市的中心地带设有提供区域内居民就业的企业总部、满足购物需求大型商场以及健身中心等休闲娱乐设施。边缘城市地区较少出现大型标志性的公共建筑，这是由于它们通常位于城市的中心地带。边缘城市地区多数居民居住在由绿色草坪环绕的别墅型之中，充分享受城市外的自然环境。由于行政区划的调整具有滞后性，因而边缘城市地区没有形成一般城市的行政区划建制。

## 具体实践
根据统计美国大约有200余个边缘城市，导致全美大约三分之二的写字楼均位于边缘城市地区，而这些写字楼大多建设于1980年代以后。如美国的费尔法克斯郡是典型的产业型边缘城市。
在中国，天津经济技术开发区、丰台科技园等1980年代后开始兴起的附属于大城市的经济技术开发区与边缘城市具有一定的相似性。